# Wojciech Rogowski (onkolog)
Wojciech Rogowski – polski onkolog, dr hab. nauk medycznych i nauk o zdrowiu, profesor uczelni Instytutu Nauk o Zdrowiu Akademii Pomorskiej w Słupsku.

## Życiorys
30 listopada 2000 obronił pracę doktorską Odległe wyniki leczenia napromieniowania chorych na miejscowo zaawansowanego raka piersi, 17 września 2019 habilitował się na podstawie pracy zatytułowanej Postępy w leczeniu radioizotopowym, ukierunkowanym molekularnie i chemioterapii nowotworów neuroendokrynnych przewodu pokarmowego. Pracował w Katedrze i Klinice Onkologii i Radioterapii na Wydziale Lekarskim z Oddziałem Stomatologicznym Gdańskiego Uniwersytetu Medycznego.
Został zatrudniony na stanowisku adiunkta w Katedrze Onkologii na Wydziale Nauk Medycznych Uniwersytetu Warmińsko-Mazurskim w Olsztynie.
Jest profesorem uczelni w Instytucie Nauk o Zdrowiu Akademii Pomorskiej w Słupsku.